# Гривки (Турковский район)
Гривки — село в Турковском районе Саратовской области. Входит в состав Перевесинского сельского поселения.

## География
Находится на правом берегу реки Хопёр примерно в 28 км к северу от районного центра, посёлка Турки.

## Население
| 2002 | 2010 |
| ---- | ---- |
| 166  | ↘74  |

## Уличная сеть
| - ул. Красавская, - ул. Маршань, - ул. Мостовская, | - ул. Пешка, - ул. Садовая, - ул. Центральная. |